# Municipio Villa Nueva
Das Municipio Villa Nueva ist ein Verwaltungsbezirk im Departamento Pando im Tiefland des südamerikanischen Anden-Staates Bolivien.

## Lage im Nahraum
Das Municipio Villa Nueva ist eines von drei Municipios der Provinz Federico Román und umfasst deren südlichen Bereich. Es grenzt im Westen an das Municipio Ingavi in der Provinz Abuná, im Süden an das Municipio San Pedro in der Provinz Manuripi, im Osten an das Departamento Beni, im Nordosten an das Municipio Nueva Esperanza und im Norden an das Municipio Santos Mercado.
Das Municipio erstreckt sich zwischen etwa 10° 30' und 10° 51' südlicher Breite und 65° 34' und 66° 29' westlicher Länge, seine Ausdehnung von Westen nach Osten beträgt bis zu 100 Kilometer, von Norden nach Süden bis zu 35 Kilometer.
Das Municipio umfasst 29 Gemeinden (localidades), der zentrale Ort des Municipios ist die Ortschaft Loma Alta mit 646 Einwohnern (Volkszählung 2012) am südlichen Rand des Municipios.

## Geographie
Das Municipio Villa Nueva liegt im bolivianischen Teil des Amazonasbeckens in der nordöstlichen Ecke des Landes nahe der Grenze zu Brasilien.
Die mittlere Durchschnittstemperatur der Region liegt bei 26 °C und schwankt nur unwesentlich zwischen 25 °C im Mai und 27 bis 28 °C von Dezember bis Februar (siehe Klimadiagramm Riberalta). Der Jahresniederschlag beträgt etwa 1.300 mm, bei einer ausgeprägten Trockenzeit von Juni bis August mit Monatsniederschlägen unter 20 mm, und einer Feuchtezeit von Dezember bis Januar mit Monatsniederschlägen von mehr als 200 mm.

## Bevölkerung
Die Bevölkerungszahl des Municipio Villa Nueva ist zwischen 1992 und 2024 auf das Dreifache angestiegen:
| Jahr | Einwohner | Quelle       |
| ---- | --------- | ------------ |
| 1992 | 809       | Volkszählung |
| 2001 | 993       | Volkszählung |
| 2012 | 3275      | Volkszählung |
| 2024 | 2500      | Volkszählung |

Die Bevölkerungsdichte bei der letzten Volkszählung von 2024 betrug 0,88 Einwohner/km², der Alphabetisierungsgrad bei den über 6-Jährigen hatte sich von 77,3 Prozent (1992) auf 88,7 Prozent (2001) verbessert. Die Lebenserwartung der Neugeborenen im Jahr 2001 betrug 51,6 Jahre, die Säuglingssterblichkeit hatte sich von 18,1 Prozent (1992) auf 11,4 Prozent im Jahr 2001 verringert.
Die Bevölkerung spricht zu 100 Prozent Spanisch, 0,3 Prozent sprechen Quechua, und 0,3 Prozent sprechen Guaraní. (2001)
98,4 Prozent der Bevölkerung haben keinen Zugang zu Elektrizität, 49,2 Prozent leben ohne sanitäre Einrichtung. (2001)
71,4 Prozent der 185 Haushalte besitzen ein Radio, 0,5 Prozent einen Fernseher, 37,3 Prozent ein Fahrrad, 7,0 Prozent ein Motorrad, 0,5 Prozent ein Auto, 0 Prozent einen Kühlschrank, und 0 Prozent ein Telefon. (2001)

## Politik
Ergebnis der Regionalwahlen (concejales del municipio) vom 4. April 2010:
| Wahl- berechtigte |  | Wahl- beteiligung | gültige Stimmen |  | CP     | P.A.S.O. | MAS-IPSP |
| ----------------- |  | ----------------- | --------------- |  | ------ | -------- | -------- |
| 731               |  | 651               | 522             |  | 188    | 176      | 158      |
|                   |  | 89,1 %            | 80,2 %          |  | 36,0 % | 33,7 %   | 30,3 %   |

Ergebnis der Regionalwahlen (elecciones de autoridades políticas) vom 7. März 2021:
| Wahl- berechtigte |  | Wahl- beteiligung | gültige Stimmen |  | MAS-IPSP | PASO    | CID     | MTS     | P.S.T. |
| ----------------- |  | ----------------- | --------------- |  | -------- | ------- | ------- | ------- | ------ |
| 1.288             |  | 1.078             | 935             |  | 399      | 202     | 150     | 97      | 51     |
|                   |  | 83,70 %           | 86,73 %         |  | 42,67 %  | 21,60 % | 16,04 % | 10,37 % | 5,45 % |

## Gliederung
Das Municipio Villa Nueva bestand bei der Volkszählung 2012 aus den folgenden drei Kantonen (cantones):
- 09-0502-01 Kanton Villa Nueva – 18 Gemeinden – 1.662 Einwohner
- 09-0502-02 Kanton Perseverancia (Loma Alta) – 10 Gemeinden – 1.515 Einwohner
- 09-0502-03 Kanton Santa Isabel – 1 Gemeinde – 98 Einwohner

## Ortschaften im Municipio Villa Nueva
- Kanton Villa Nueva
  - Reserva 360 Einw. – San Ignacio 152 Einw. – Democracia 141 Einw. – Enarevena 104 Einw.

- Kanton Perseverancia
  - Loma Alta 646 Einw. – Las Malvinas 106 Einw.

- Kanton Santa Isabel
  - Santa Isabel 98 Einw.